# BBK 주가 조작 사건
BBK 주가 조작 사건은 1999년에 설립된 투자자문회사 BBK가 옵셔널벤처스 사의 주가를 조작한 사건이다. 주가조작 사건 자체보다도, 주가조작 사건에 한나라당 제17대 대선 후보 이명박이 개입되었는지 여부가 더 큰 논란이 되었다. 김경준은 이명박이 BBK의 실제 소유주이며 자신도 주가조작의 피해자라고 주장했고, 이명박은 자신도 김경준에게 사기를 당했다고 주장했다.
이와 관련, 노무현 정부에서 국정원을 통한 민간인 불법 사찰을 감행하면서까지 이명박과 그 주변인들에 대한 뒷조사를 하였으나, 이명박과 BBK의 연관성을 찾지 못하였다. 이 사건을 수사한 검찰과 특검 역시 김경준만 기소하고 이명박은 무혐의 처분하였다. 그러나 이후에도 주가조작에 이용된 자금의 실소유주 논란이 계속 제기되었다.

## 사건 개요
1999년 김경준을 대표로 ‘BBK’라는 투자자문회사가 설립되었다. BBK는 자본금이 5,000만 원에 불과해 투자자문회사의 등록 자격 요건을 충족하지 못했지만, 김경준이 30억 원의 투자를 유치함으로써 영업을 시작하고 다른 기업의 투자 자문을 유치할 수 있게 된다. 이 30억 원의 출처가 누구인지에 대해 논란이 많았다.
이후 BBK는 국내 중견기업들로부터 수백억 원에 이르는 투자를 유치했다. 이명박의 형 이상은과 처남 김재정이 대주주로 있는 (주)다스의 190억 원을 비롯, 삼성생명에서 100억 원, 심텍에서 50억 원 등 총 600억 원에 이르는 투자를 받았다.
한편, BBK의 대표인 김경준은 2000년 2월 이명박과 함께 LKe뱅크라는 사이버 종합금융회사를 설립하였다. 여기에는 이명박과 김경준이 각각 30억 원씩 투자하고, 둘이서 공동대표를 맡았다.
당시 김경준은 BBK를 운영하는 중이었는데, LKe뱅크를 소개하는 책자에는 "LKe뱅크는 이뱅크 증권 중개주식회사, BBK와 자매회사"라고 되어있다.
LKe뱅크는 BBK가 운용하던 MAF펀드에 1250만달러 (150억원)을 투자하는 등, BBK와 밀접한 관계에 있었다.
2001년 3월 금융감독원 조사에서 김경준이 LKe뱅크에 투자한 30억 원이 BBK의 회사자금인 것으로 드러났고 투자자에게 각종 위·변조 펀드 운용 보고서를 제공한 것으로 밝혀졌고, 이때문에 BBK의 등록이 취소되었다. 이명박 측은 이 일로 인해 김경준을 신뢰할 수 없게 되었고, 4월 18일에 이명박이 이미 LKe뱅크 대표직을 사임했다고 주장했다. 그런데, 김경준 역시 4월 18일에 LKe뱅크 이사직을 사임했다.
BBK 및 LKe뱅크가 광주 은행으로부터 뉴비전벤처캐피탈을 인수해 옵셔널벤처스코리아로 개명하고, 그 인수 과정에 증권거래법 위반이 있었다는 것이 검찰이 발표한 내용이다. 김경준이 “옵셔널벤처스가 해외투자를 유치할 것이라는 소문을 냄으로써 옵셔널벤처스의 주가를 조작했고, 이를 통해 수백억 원의 부당 이득을 챙겼고, 김경준이 옵셔널벤처스의 자금 384억 원을 횡령해 위조 여권을 이용해 미국으로 도주했다는 설이 있으나, 이는 객관적인 사실(또는 검찰 기소 내용)과 배치된다.
옵셔널벤처스코리아 주식을 주식 시장을 통해 매입한 해외투자자중 영국령 버진아일랜드에 적을 둔 MAF펀드가 있다. MAF펀드의 주주는 LKe뱅크였고, 이명박은 LKe뱅크의 공동대표였고, 또 LKe뱅크 역시 옵셔널벤처스코리아 주식을 주식시장에서 매입했기 때문에, 이명박이 LKe뱅크 및 MAF펀드를 통해 증권거래법 위반에 기여를 했을 가능성이 제기되었다.
이명박은 2004년 자신이 LKe뱅크에 투자한 30억원을 손해 봤다며 김경준을 상대로 미국 법원에 소송을 제기했다.
이명박이 BBK 주가조작에 관여했다는 주장은 2007년 한나라당 대통령 경선을 앞두고 박근혜 후보 측이 처음 하였다. 그 내용은 "BBK의 실소유주는 이명박이며 ㈜다스와 서울 강남구 도곡동 땅도 이명박의 차명재산"이라는 것이다. 열린우리당 박영선 의원도 그해 6월 국회 대정부질문에서 이명박 후보의 주가조작 연루설을 추가로 제기하였다. 윤증현 당시 금융감독위원장은 "자체 조사 결과 이 후보의 주가조작 혐의가 없다"고 밝혔지만 당시 박근혜 경선 후보 측과 야당은 공세를 멈추지 않았다.
BBK 사건으로 주요 투자자는 물론이고 많은 소액 투자자들이 피해를 입었다고는 하나, 법정에서 확인된 사실은 없다.

## 사건의 진행

### 김경준과 이명박의 만남
1996년, 총선에서 이명박은 국회의원에 당선되었지만, 곧 자신의 비서관인 김유찬이 이명박의 불법 선거자금에 대해 폭로해 재판을 받게 되었다. 이명박은 재판을 받던 도중, 1998년 2월 21일에 국회의원직을 사퇴하고 미국으로 출국한다. 그 때 지인이었던 에리카 김(미국 변호사)을 통해 남동생 김경준을 알게 되었다고 언론에 보도되었으나, 전혀 사실이 아니다. 김경준은 그 당시 일본에서 근무하고 있었고 이명박을 그 당시 만난 사실이 없다. 이명박은 2000년 1월에 김경준을 처음 만났다고 주장하고 있는 반면, 김경준은 1999년 초에 이명박을 처음 만났다고 주장했다.

### BBK, LKe뱅크, e뱅크의 설립
1999년 4월, 김경준은 BBK 투자자문(주)을 자본금 5천만 원으로 설립했다.
1999년 9월, 김경준의 동료인 홍종국이 재직하던 e캐피털이 30억 원으로 BBK의 지분 99%(60만 주)를 사들였다.(30억 원은 금감원으로부터 투자 자문업 인가받을 때 필요한 최소 자본금)
1999년 11월 16일 BBK 금감원으로부터 투자 자문업 인가를 받았다.
2000년 2월 18일 이명박과 김경준은 50:50의 비율로 LKe뱅크를 설립했다.
2000년 10월 이명박은 e뱅크증권중개의 설립을 신청하고, BBK의 사장 김경준을 영입했다.
2001년 2월 2일 이명박과 김경준을 공동대표로 EBK증권중개가 설립되었다.

### 옵셔널벤처스 인수 및 BBK 등록 취소
2001년 4월 8일, EBK증권중개는 사업을 자진철회했다.
2001년 4월 27일, 김경준(미국인)이 같은 해 2월 26일 인수한 옵셔널벤처스(구 광은창투)의 대표로 취임했다. 이 회사의 주가는 30% 정도의 주식이 주식시장에서 매입되는 과정 동안 급등했다.
2001년 4월 28일, 금감원은 운영전문인력 부족, 회사자금 유용 (회사자금 유용이란 LKe뱅크 설립시 출자된 금액중 30억 원이 BBK이었다는 것을 말한다.) 등의 이유로 BBK의 인가를 취소한다.
2001년 12월 김경준이 본국인 미국으로 돌아간다. 김경준이 위조 여권을 이용해 출국했다는 언론 보도가 있으나, 이는 사실이 아니다.

### 투자기업들의 투자 회수
2001년 1월 삼성생명이 투자금 반환을 BBK에 요구하였다.
2001년 3월 삼성생명은 투자수익 23억원을 포함한 123억 원을 BBK로부터 돌려받았다. 심텍도 50억 원 중 20억 원을 돌려받았다.
2001년 10월 26일 다스는 투자금액 190억원 중 39억 원을 돌려받았다.
2001년 11월, BBK에 50억원을 맡겼던 심텍이 30여억 원을 돌려받지 못했다며 서울지방검찰청에 이명박과 김경준을 고소하고, 법원은 이명박의 재산을 가압류했다. 이후 30억 원을 돌려받은 후 고소를 취하했다.
2001년 12월 4일 다스는 투자잔액 190억원 중 50억 원만을 돌려받고 나머지 140억 원은 돌려받지 못했다고 주장하였다.
2003년 5월 30일 다스는 미국 법원에 투자금 반환소송을 제기하였다.
2004년 2월 이명박이 미국 법원에 투자금 반환소송을 제기하였다.

### 김경준의 횡령
2001년 4월, 김경준이 옵셔널벤처스의 대표로 취임했다. 그리고 2001년 12월 380억 원의 회사 자금을 횡령한 후 그 중 220억 원을 BBK 투자자들에게 돌려주고 미국으로 되돌아갔다. 2008년 10월 3일 미 항소법원은 연방검찰과 다스(대부기공), 옵셔널 벤처스 등이 제기한 김경준 가족 재산몰수 해제 판결 항소심에서 지난해 3월 캘리포니아 연방지법이 내렸던 몰수 해제조치를 재확인했다. 이날 판결에서 연방 항소심은 "김경준 등에 대한 사기혐의의 범죄 구성요건이 충분하지 않다 - 무죄"라고 밝혔다.

## 관련 기업

### 다스
BBK 투자자들 중 가장 큰 투자자는 다스이다. 당시 다스는 이명박의 처남 김재정과 이명박의 형 이상은이 다스 지분의 90퍼센트 이상을 소유하고 있었기 때문에 다스를 통해 이명박이 BBK에 영향력을 행사했다는 주장이 끊임없이 제기되었다.

### 옵셔널벤처스
BBK 등은 창업투자회사인 옵셔널벤처스를 인수했다. 마치 외국인들이 옵셔널벤처스에 투자하는 것처럼 속임으로써 개미투자자들에게 옵셔널벤처스가 대단한 가치가 있는 것처럼 홍보하고 이를 통해 주가를 조작했다고 언론은 근거 없이 보도 했으나, 옵셔널벤처스이 외국인들이 투자했다고 홍보한 사실이 없다.

### MAF펀드, AMPappas 등 각종 유령회사
BBK 사건에는 다수의 유령회사들이 등장하지만 사건의 흐름에는 유령회사들이 중요한 역할을 차지하지 않는다. BBK는 MAF펀드의 전환사채(CB)를 운용했는데, 여기에 이명박·김경준이 공동대표로 있던 LKe뱅크가 1250만 달러(약 150억 원)를 투자했다. 그런데, MAF펀드가 김경준이 대표로 있던 옵셔널 벤처스의 주가조작에 이용되었기 때문에, 결과적으로 옵셔널벤처스의 주가조작에 대한 책임이 LKe뱅크와 그 대표인 이명박에게도 있다는 주장이 제기되었다.
10월 25일 국회 정무위 소속 서혜석 의원은 "MAF와 미국 소재의 '짝퉁 종이회사'인 AM파파스 등 페이퍼 컴퍼니를 통해 불법 돈세탁이 이뤄졌으며, 이 후보는 돈세탁에 동원된 MAF의 회장이자 실제 소유주로서 돈세탁 과정에 `공범'으로 긴밀하게 연계된 것으로 추정"했다.
이에 대해 한나라당은 “김경준이 LKe뱅크의 회사인감을 도용해 주가조작 및 자금거래를 했다"고 주장했다.
한나라당 박형준 대변인은 이명박 후보가 MAF 펀드 가입에는 관여했지만, MAF를 지배한 것은 아니라고 해명했다.

## 쟁점

### DAS와 BBK의 실제 소유주
이명박은 자신은 BBK라는 회사와 아무런 관련이 없다고 주장한 반면, 김경준은 이명박이 실제 소유주라고 주장했다.
2000년 당시 이명박이 스스로 인터뷰에서 자신이 BBK(옵셔널 벤처스)를 창업했다고 말한 것이 중앙일보, 동아일보 등에 보도되었다.
또한, 2000년 10월 17일 광운대학교에서 열린 특강에서 이명박이 "제가 인터넷금융회사를 설립중이고, 이를 위해 금년(2000년) 1월 달에 BBK라는 투자자문회사를 설립하고, 이제 그 투자자문회사가 필요한 업무를 위해 사이버금융회사를 설립하고 있다. 며칠 전 정부에서 인터넷증권회사 예비허가가 났다"고 말하는 동영상이 2007년 대선 직전 공개되기도 하였다.
김경준은 이명박이 실제 소유주였다는 것을 보여준다는 증거로 이면계약서를 공개했다. 주간동아는 2007년 6월 이명박이 BBK의 의결권을 행사한다는 내용이 포함된 BBK 정관을 공개했다. 이명박은 이 서류들이 위조라고 주장하였다. 서울중앙지검 특수1부(부장 최재경)는 수사를 통해 이면계약서 작성 시점이 원본 종이의 재질과 글꼴 분석, 도장 사용 경위를 종합한 결과 계약서에 적힌 날짜보다 1~2년 뒤라는 문서감정 결과가 나온 것으로 보고 이명박의 주장에 손을 들어주었다.

### 이명박의 개입 범위
2007년에는 이명박과 김경준의 공동명의로 되어있는 MAF펀드의 홍보 브로셔가 공개되어 이명박의 개입 범위에 대한 논란이 일었다. 하지만 박형준 한나라당 대변인은 “이명박이 김백준을 설득해 LKe뱅크 자본금을 MAF펀드에 가입시킨 것 뿐”이고, “MAF펀드는 김경준이 단독으로 운용”했으며 “이명박은 전혀 모르고 있다”고 주장했다.
김경준이 옵셔널벤처스의 횡령금을 빼돌릴 때 송금을 담당했던 이진영은 원래 이명박의 비서였고, 이후 사건이 끝난 다음에 다시 이명박의 비서로 복귀한다.

### 이명박과 김경준의 만난 시점
1999년 4월 BBK 설립 당시 이명박이 BBK 설립에 관여했는지 여부를 놓고 이명박과 김경준이 처음 만난 시점이 1999년 4월 이전이었는지 이후였는지가 논란이 되었다. 김경준 측은 1999년 초에 이미 두 사람이 만났다고 주장하였다.
이에 반해 2007년 11월 21일까지 한나라당은 이명박 후보가 국회의원직을 사퇴하고 미국으로 간 이후 1999년 12월 말까지 한국에 온 적이 없다고 주장했다.
그러나, 익명의 네티즌이 이명박이 1999년 10월 5일에 고려대 경영대학원에서 특강을 했음을 밝혔다. 또한, 2007년 11월 22일, 에리카 김이 인터뷰 프로그램 손석희의 시선집중에서 1999년 2월 혹은 3월에 한국에서 이명박과 김경준이 만났으며, 출입국 기록을 통해 확인할 수 있을거라고 주장하자 한나라당 홍준표 의원은 "이 후보가 1999년 너덧차례 한국을 왔다간 것이 맞고 1999년 2월 20일부터 3월 20일까지 한 달간 체류했다"고 시인하였다. 그러나, 이때 김경준을 만나지는 않았다고 주장하였다.
2007년 11월 21일, 한나라당은 두 사람이 2000년에 처음 만났다는 것을 뒷받침하는 증거로 메모와 편지를 공개했다. 고승덕 변호사는 "사업제안을 이명박 후보가 아닌 김경준씨가 먼저 주도했음을 입증하는 메모"라고 주장하였으며, 이미 사업 파트너 관계였다면 이 편지를 보냈을 이유가 없었을 것이라고 주장하였다. 또한, 이 편지는 당시 사무실을 같이 사용하지 않았고 전화도 쉽게 할 수 없는 사이였음을 보여준다고 주장하였다. 하지만, 이 편지가 오히려 두 사람이 처음 만난 사이가 아니라는 걸 뒷받침하고 있다는 주장도 제기하였다.

### 이명박과 김경준의 결별 시점
이명박은 김경준을 신뢰할 수 없다고 판단하고 2001년 4월 18일 결별, 자신은 LKe뱅크 대표이사직을 사임했다고 주장했다. 하지만 이장춘 전 외무부 대사가 이명박이 김경준과 결별했다고 주장하는 시점으로부터 한참 지난 2001년 5월 30일에 이명박으로부터 받았다는 명함에는 이명박이 BBK, LKe뱅크, 그리고 e뱅크 소속으로 표기되어 있었다. 그리고 2001년 5월에 김경준에 의해 작성된 e뱅크 코리아 청산문서에는 여전히 이명박이 등장하고, 이명박의 측근인 김백준이 가필한 흔적도 발견되었다.
또한 민주통합당 정봉주 의원은 2001년 7월 신도리코와 다성건강이 LKe뱅크를 상대로 발행한 세금계산서에 여전히 대표가 이명박으로 기재되었다는 점을 공개했다.

## 문제 제기에 대한 고발

### 한겨레의 김경준 인터뷰 기사에 대한 이명박의 고소
2007년 8월 17일, 한겨레는 1면에서 <"BBK 등 3곳 100% 이명박 회사">, 4면에서 <'이명박 - 김경준 비밀계약서' 실체 확인땐 '대선 폭발력'> 등을 보도했다. 2007년 8월, 이명박은 한겨레가 '이명박이 BBK의 실제 소유주'라는 김경준의 인터뷰를 보도한 것에 대해 '명예를 훼손당했다'며 한겨레를 상대로 50억 원의 손해배상 청구소송을 제기했다. 이명박은 50억 원의 위자료 중 5000만 원을 우선 청구하는 손해배상 소송을 제기했다. 2009년 2월, 서울중앙지법은 "피고가 3000만 원을 배상하라"라고 원고 일부 승소 판결을 내렸다. 2010년 5월 1일, 한겨레는 '2007년 8월 BBK의 실소유주가 이명박 당시 대통령 후보'라는 인터뷰를 보도한 것에 대해 1면에서 유감을 표했다. 한겨레는 "당시 이명박 후보의 반론과 함께 김경준 씨의 주장이 허위일 가능성도 있다는 설명을 덧붙였으나 기사 전체의 맥락 등에 비춰 김씨가 제시한 의혹이 진실일 개연성이 크다는 인상을 주었다. 그러나 보도 이후 김씨는 검찰에 의해 한글이면계약서를 위조해 BBK의 실소유주가 이 후보라는 허위사실을 퍼뜨린 혐의 등으로 기소돼 대법원에서 유죄확정 판결을 받았다. 검찰 수사와 재판을 통해 김씨가 인터뷰에서 밝힌 주장이 사실이 아닌 것으로 드러났기에 이를 알려드린다. 이 보도와 관련해 결과적으로 원고에게 피해를 준 사실에 대해 대단히 안타깝게 생각한다"라고 밝혔다.

### 시사IN의 김경준 자필메모 기사에 대한 검사들의 고소
2007년 12월, 시사IN은 김경준의 자필 메모를 근거로, "김씨가 조사 과정에서 수사 검사로부터 '이명박 한나라당 (당시) 후보에게 유리한 진술을 하면 구형량을 3년으로 맞춰주겠다'는 취지의 회유를 받았다고 주장했다"라고 보도했다. 이에 2007년 대선 무렵 `BBK 사건'을 수사했던 검사들은 시사IN을 상대로, "시사IN이 김씨의 주장을 일방적으로 소개하며 의혹을 제기함으로써 자신들의 명예가 훼손됐다"며 6억 원의 손해배상 청구소송을 제기했다. 1심은 "해당 기사로 인해 검사들의 명예가 훼손됐다"며 책임을 일부 인정해 3천 600만 원을 배상하도록 원고 일부 승소 판결을 내렸다. 2011년 4월 21일, 서울고등법원은 이 손해배상 청구소송에 대해 "보도된 김씨 자필의 메모지나 녹음테이프 등이 사후 조작된 것으로 보이지 않는 점 등에 비춰볼 때, 기사의 허위성이 인정되지 않는다"라고 밝히며 원고 패소 판결을 내렸다.

### 김경준 변호인단의 기자회견에 대한 검사들의 고소
2007년 대선 당시 BBK주가조작 사건과 관련해, 김경준의 변호인단은 김경준을 접견한 후 기자회견을 열고, "검찰이 이명박 한나라당 후보에게 유리한 진술을 하면 구형을 3년으로 낮춰주겠다고 김씨를 회유했다"라고 주장했다. 이에 2007년 대선 무렵 `BBK 사건'을 수사했던 검사들은, "검찰의 회유·협박이 있었다는 허위사실 유포로 명예가 훼손됐다. 변호인단이 단 한 차례의 사실확인 없이 김씨의 일방적인 진술만 듣고 허위사실을 유포했다. 공직자로서의 자긍심과 사회적 명예, 인격권 등이 현저히 훼손됐다"라고 주장하며, 김경준의 변호인단을 상대로 5억5000만 원의 손해배상 청구소송을 제기했다. 1심은 3050만 원을 배상하도록 원고 일부 승소 판결을 내렸고, 항소심은 원고 패소 판결을 내렸다. 2011년 4월 26일, 항소심 재판부는 "변호인단이 김씨 자필 메모 이외 가족, 친지와의 통화 녹취 등을 통해 같은 취지로 말한 것을 확인한 뒤 기자회견을 연 만큼 근거없는 행위로 볼 수 없다. 발표 형식도 김씨의 말을 옮겼을 뿐, 개인 판단이나 최종 결론을 성급하게 발표하지 않았으므로 악의적이거나 경솔한 공격이라고 보기 어렵다. 메모 등이 객관적 사실인지 명백하지 않더라도 김씨를 대변하는 변호인이 어느 정도 근거를 가지고 수사과정에 의문과 비판을 제기한 이상, 공직자에 대한 명예훼손으로 볼 수 없다"라고 판단했다.

### 정봉주의 기자회견에 대한 검사들의 고소
2007년 12월, 대통합민주신당 소속의 국회의원 정봉주는 기자회견 등을 통해, "검찰이 BBK가 이명박 후보의 것이라는 김씨의 자필 메모를 수사과정에 누락했다. 짜맞추기식 부실 수사다"라고 비판했다. 이에 2007년 대선 무렵 `BBK 사건'을 수사했던 검사들은 정봉주를 상대로 2억 8000만 원의 손해배상 청구소송을 한편 허위사실을 유포한 혐의(공직선거법 위반 등)로 기소하였다. 손해배상 청구에 대해서는 1심은 1600만 원을 배상하도록 원고 일부 승소 판결을 내렸고, 항소심은 원고 패소 판결을 내렸다. 2011년 4월 26일, 항소심 재판부는 "국회의원으로서 검찰 수사 결과를 감시·비판하는 것은 정당한 업무 활동이다. 김씨의 메모 등 어느 정도 근거를 가지고 의문을 제기했던 만큼 현저히 상당성을 잃은 것으로 평가되지 않는다"라고 판단했다.
그러나 공직선거법 위반 및 허위사실 유포 등의 혐의에 대하여서는 1심 및 항소심에서 징역 1년의 실형이 선고되었다.
2011년 12월 22일, 대법원 2부(주심 이상훈 대법관)는 정봉주에게 징역 1년 실형을 선고한 원심을 확정하였으며 이로 인해, 정봉주는 [공직선거법]제18조(선거권이 없는자) 및 제19조(피선거권이 없는자)에 의거 10년간 피선거권을 박탈당했다.

## 김경준의 귀국과 사건 수사
2007년 10월 11일 영남일보와 문화방송 100분 토론에서, 이명박 당시 한나라당 대통령 후보는 당시 미국에서 재판 중인 김경준의 대한민국 송환을 희망한다고 말했다. 하지만, 그 바로 전날, 이명박의 미국내 소송을 맡고 있던 측근 김백준이 송환 연기신청을 했고, 이 연기신청은 미국 법정에서 기각되었다. 10월 19일 이명박 후보는 김백준을 통해 다시 김경준 한국 송환 연기 신청을 미국 법원에 제출했다.
미국 법원에서의 연기신청과는 별도로, 대선을 앞둔 2007년 10월 이명박 당시 한나라당 후보는 주한 미국 대사를 만나 ‘BBK 주가조작 사건’으로 미국에서 복역 중이던 김경준씨의 한국 송환을 미뤄달라고 요청했다. 당시 한나라당 공동선대위원장이던 유종하 전 외무장관은 2007년 10월25일 알렉산더 버시바우 주한대사를 만나 관련 논의를 했다. 그는 대선 전 김경준이 한국으로 돌아올 경우 정치적 충격이 ‘폭발적’일 것이라면서 “미국은 한국의 내정에 간섭하지 않는 게 현명하다”고 버시바우 대사를 설득했다.
2007년 11월 16일, 김경준은 미국에서 한국 수사당국에 인계되어 한국으로 입국했으며, 18일에 구속되었다.
한편, 이 사건을 담당한 서울지방검찰청 특수1부의 최재경 부장검사가 한나라당 최구식의원의 사촌동생이라는 사실이 알려져 수사의 중립성에 대한 의문이 제기되었다.

### 노무현 정부의 불법 사찰
노무현 정부에서는 국정원까지 동원해 이명박의 주변 인물들에 대한 대규모 불법사찰을 하였지만, 이명박과 BBK의 관련성을 찾지 못하였다. 노무현 정부 시절 국정원의 불법 민간인 사찰과 관련해, 검찰은 수사 착수 2년만인 2009년 국정원 5급 직원 고 모씨 한명을 기소했고, 법원은  2년 가까운 재판 끝에 징역 1년, 집행유예 2년을 선고하였다. 판결문에서는 고 씨가 상부의 지시로 2006년 하반기에 이명박 후보와 주변인물 131명의 부동산 보유현황과 소득내역 등 560건의 정보를 불법 수집한 사실이 유죄로 인정되었다.

### 검찰 수사 결과
대한민국 검찰(서울지검 특수1부, 최재경 부장검사)은 BBK 관련 이명박의 혐의가 모두 무혐의라고 발표하였다. 조선일보 설문조사에서 대한민국 국민의 50% 가까이가 검찰 수사를 신뢰하지 못한 채, 정치권의 공방은 계속되었다.
2007년 12월 7일, 김경준의 변호사 오재원은 김경준의 혐의를 부인하는 기자회견을 가졌다. 검찰은 이에 대해 재반박했다.
2011년 3월, 김경준의 누나 에리카김이 귀국하여 "이명박이 BBK와 관련있다"는 자신의 말이 잘못된 것이라고 진술을 번복함과 동시에 검찰은 에리카김에 대해 불기소 처분을 내렸다. 이에 대해 언론들은 검찰과 에리카김 사이에 에리카김이 진술을 번복하는 대가로 검찰이 에리카김을 기소하지 않는 것과 같은 거래가 있었을 수 있다는 가능성을 제기했다.

### 특검 수사 결과
2008년 2월 21일, 특검팀(특별검사 정호영)은 이명박에게 BBK 주가 조작과 관련된 혐의가 전혀 없다고 발표했다. 특별검사팀은 BBK의 경영권 인수, 유상증자, 주가조작 등에 사용된 예금계좌의 인출권자는 김경준과 에리카김임을 확인하였으며, 동영상과 명함은 이명박이 주가조작 및 법인자금 횡령에 관여했다는 증거가 되지 못한다고 발표하였다.

## 같이 보기
- 주가조작

- 대통령후보 이명박 특검법 사건
- 《킹 메이커》 : BBK 주가 조작 사건을 소재로 한 소설

## 관련 서적
- 김어준. 《닥치고 정치》. 푸른숲. 2011년 10월 10일. ISBN 978-89-7184-868-5
- 안원구. 《잃어버린 퍼즐》. 초이스북. 2012년 9월 5일. ISBN 9788996914730
- 김경준. 《BBK의 배신》. 비비케이북스. 2012년 10월 8일. ISBN 978-89-969546-1-3
- 메리 리. 《이명박과 에리카 김을 말한다》. 진실. 2013년 10월 16일. ISBN 9788996958192